# 荊冠のキリスト (カラッチ)
『荊冠のキリスト』（けいかんのキリスト、伊: Cristo incoronato di spine、英: Christ Crowned with Thorns）、または『嘲笑されるキリスト』（ちょうしょうされるキリスト、英: Christ Mocked）は、イタリア・バロック期のボローニャ派の巨匠アンニーバレ・カラッチがキャンバス上に油彩で制作した絵画である。おそらく彼がローマでカメリーノ・ファルネーゼの絵画および『神々の愛』 (ファルネーゼ宮殿) に取り組んでいた1598-1600年に描かれたと思われる。作品は現在、ボローニャ国立絵画館ボローニャ国立絵画館に所蔵されている。

## 作品

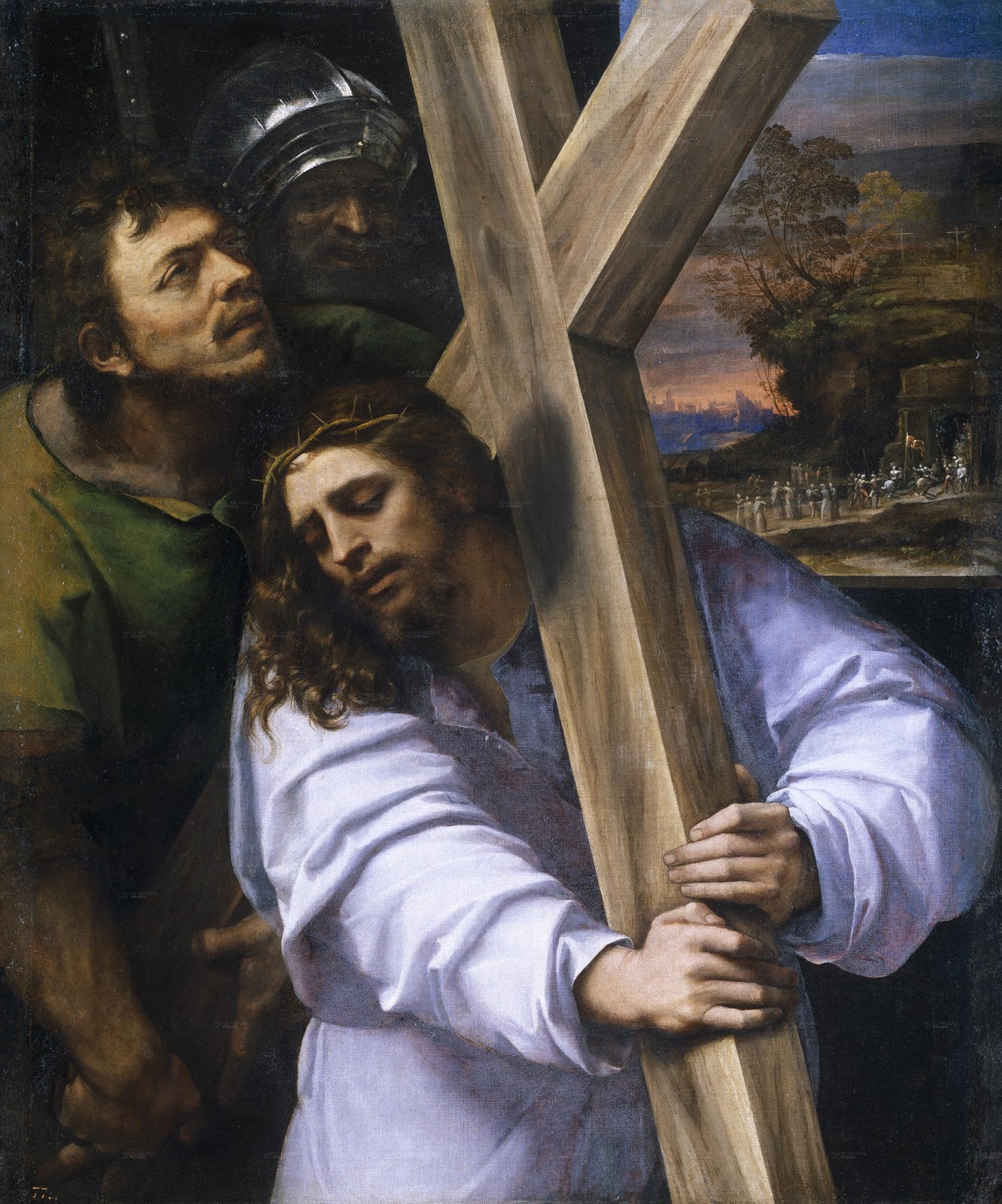
セバスティアーノ・デル・ピオンボ『十字架を担うキリスト』、プラド美術館、マドリード

本作は通常、伝記作者ジュリオ・マンチーニが自身の著作『絵画に関する考察 (Considerazioni sulla pittura)』  (1620年)  で言及している作品と同一視されている。マンチーニは、アンニーバレ・カラッチが「『マニゴルディ』礼拝堂のために鞭打たれ、髪の毛を引っ張られているキリストをフラ・バスティアーノ (セバスティアーノ・デル・ピオンボ) の様式で」描いたと述べている。それは、カラッチの庇護者であったオドアルド・ファルネーゼ枢機卿が過去の芸術家の方が現代の芸術家より優れていたといったことに対する、カラッチの怒りの返答であったとのことである。その後、枢機卿はファルネーゼ宮殿の壁に掛けられていた本作を見た際、セバスティアーノ・デル・ピオンボの作品と思い、以前の自分の主張は正しかったと述べたという。これに対し、カラッチは、絵画の作者は「神の恩寵により (まだ) 生きています」と答えたとのことである。
本作は、ファルネーゼ家のコレクションとともにローマからパルマに移され、次いでナポリに運ばれた。18世紀末に、作品はイギリスの収集家の所有となったが、後にオークションに出され、1951年にイタリア政府によりボローニャ国立絵画館のために取得された。

## ギャラリー

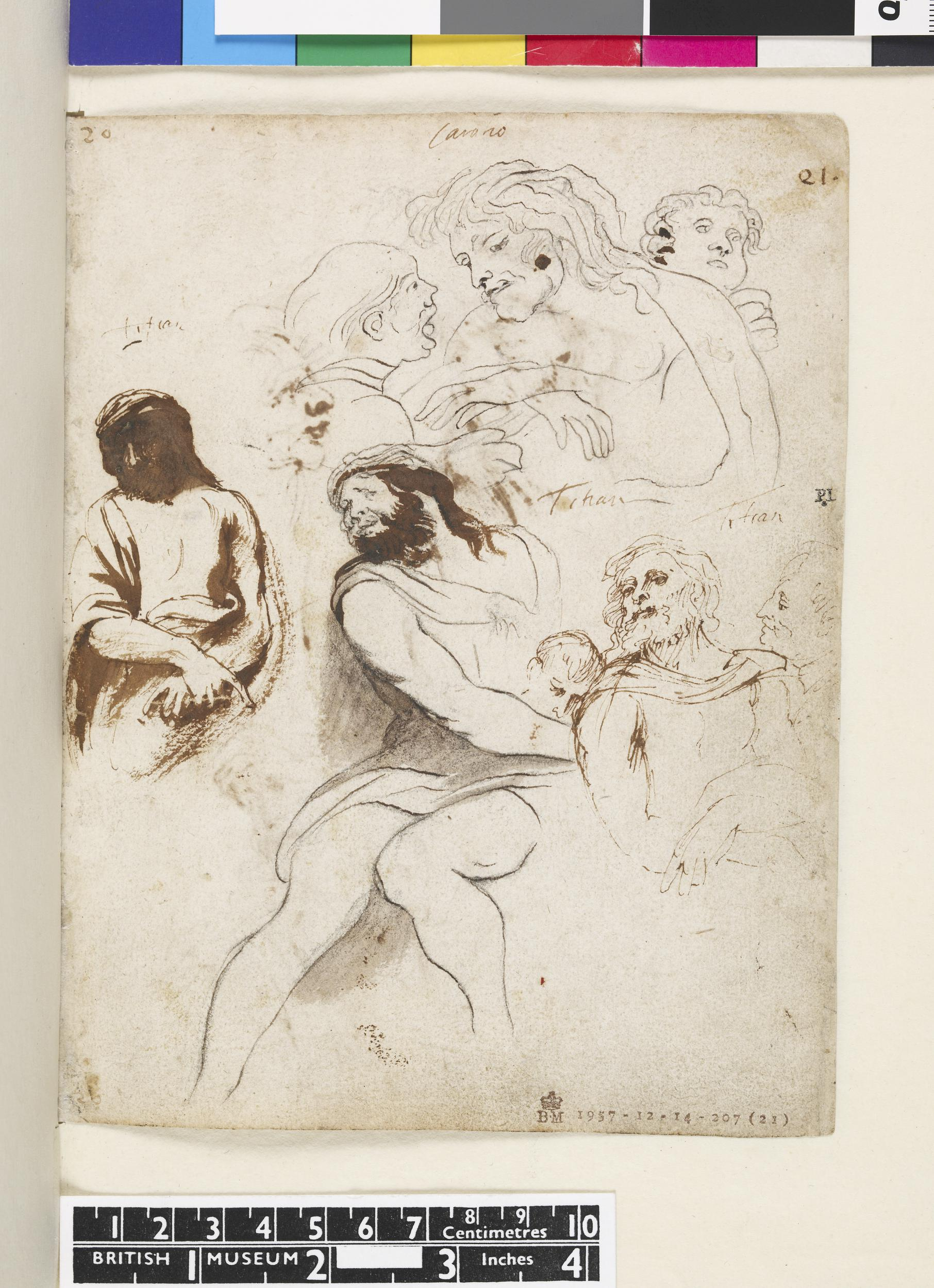
アンソニー・ヴァン・ダイク『イタリア画帳』 (1621–1627年)、大英博物館、ロンドン。本作のスケッチが、ティツィアーノの『荊冠のキリスト』 (ルーヴル美術館、パリ) のスケッチ上に見える。
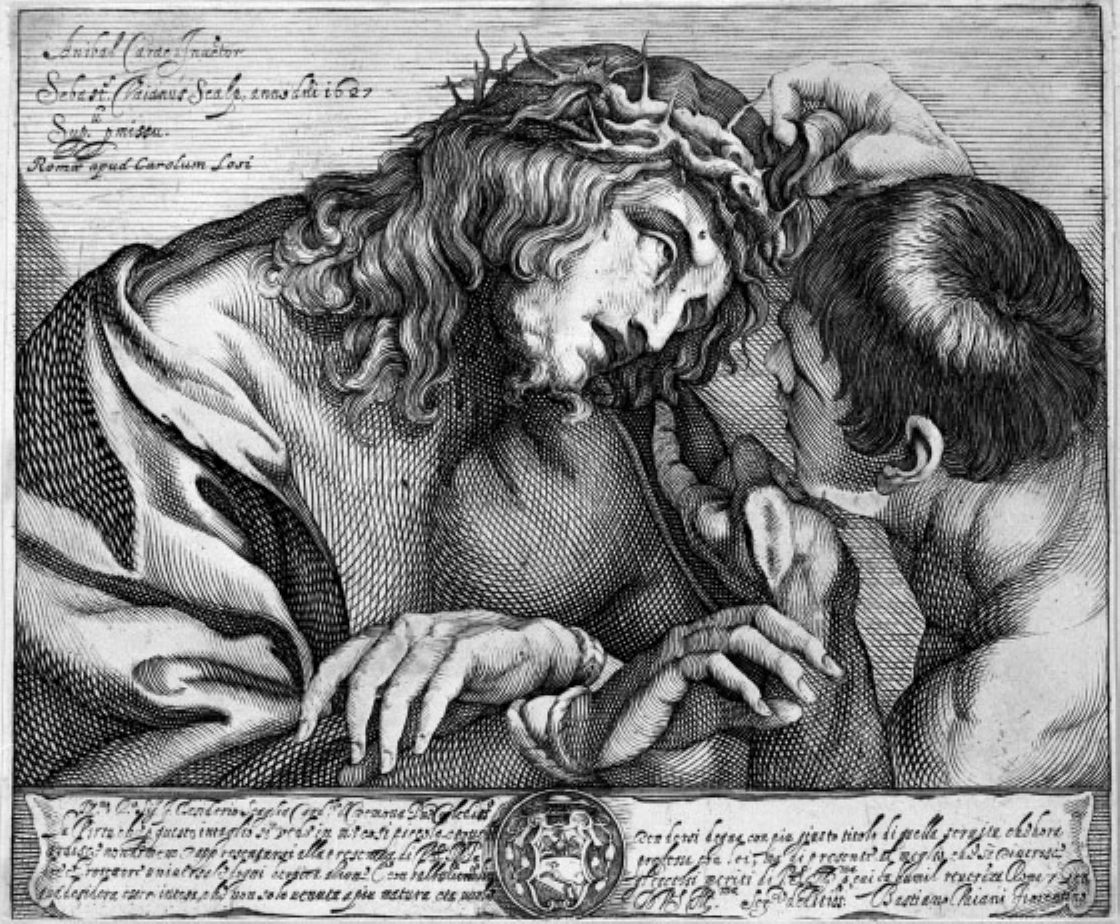
本作にもとづく、セバスティアーノ・ヴァリアーニによる版画 (1627年)
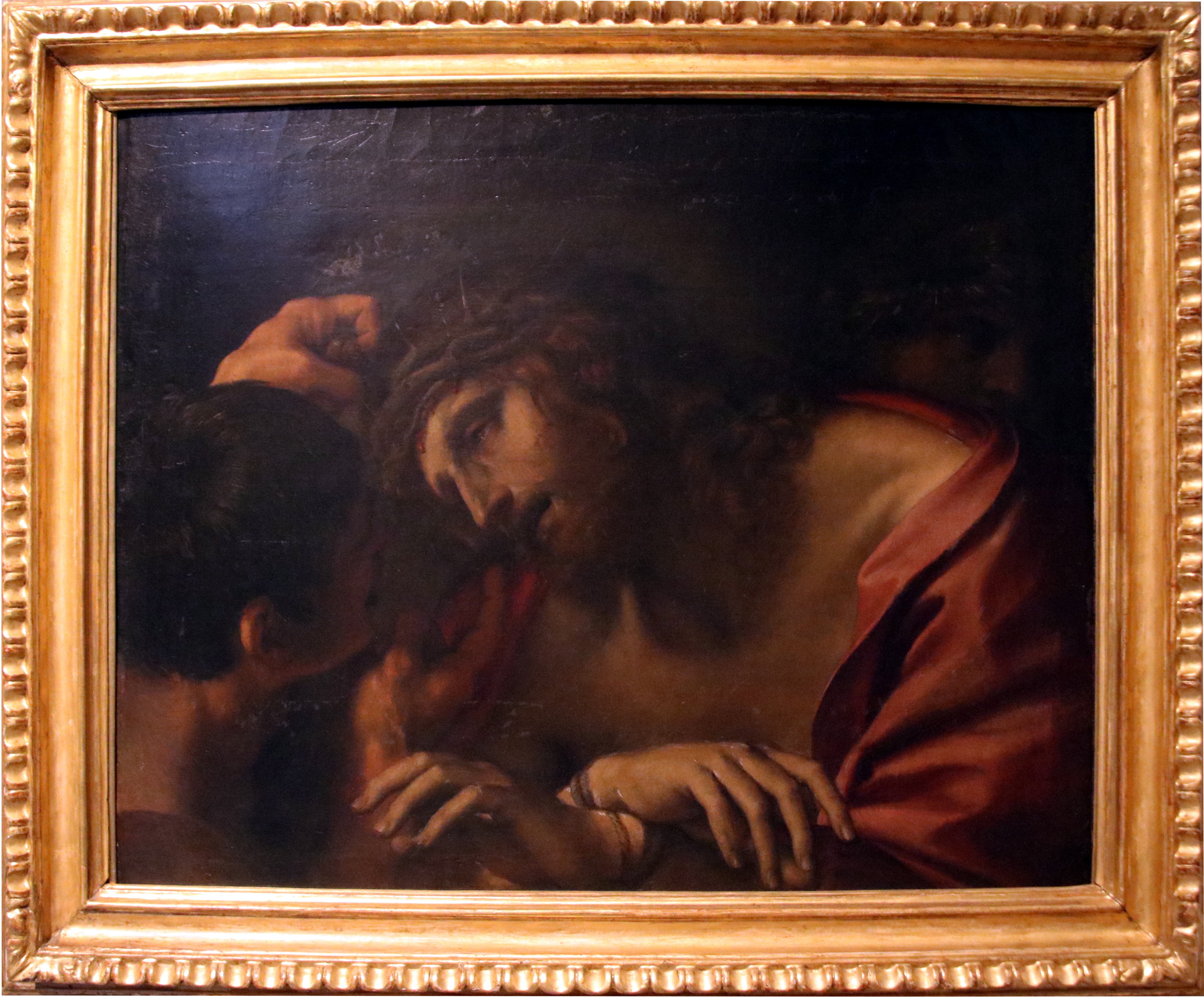
本作
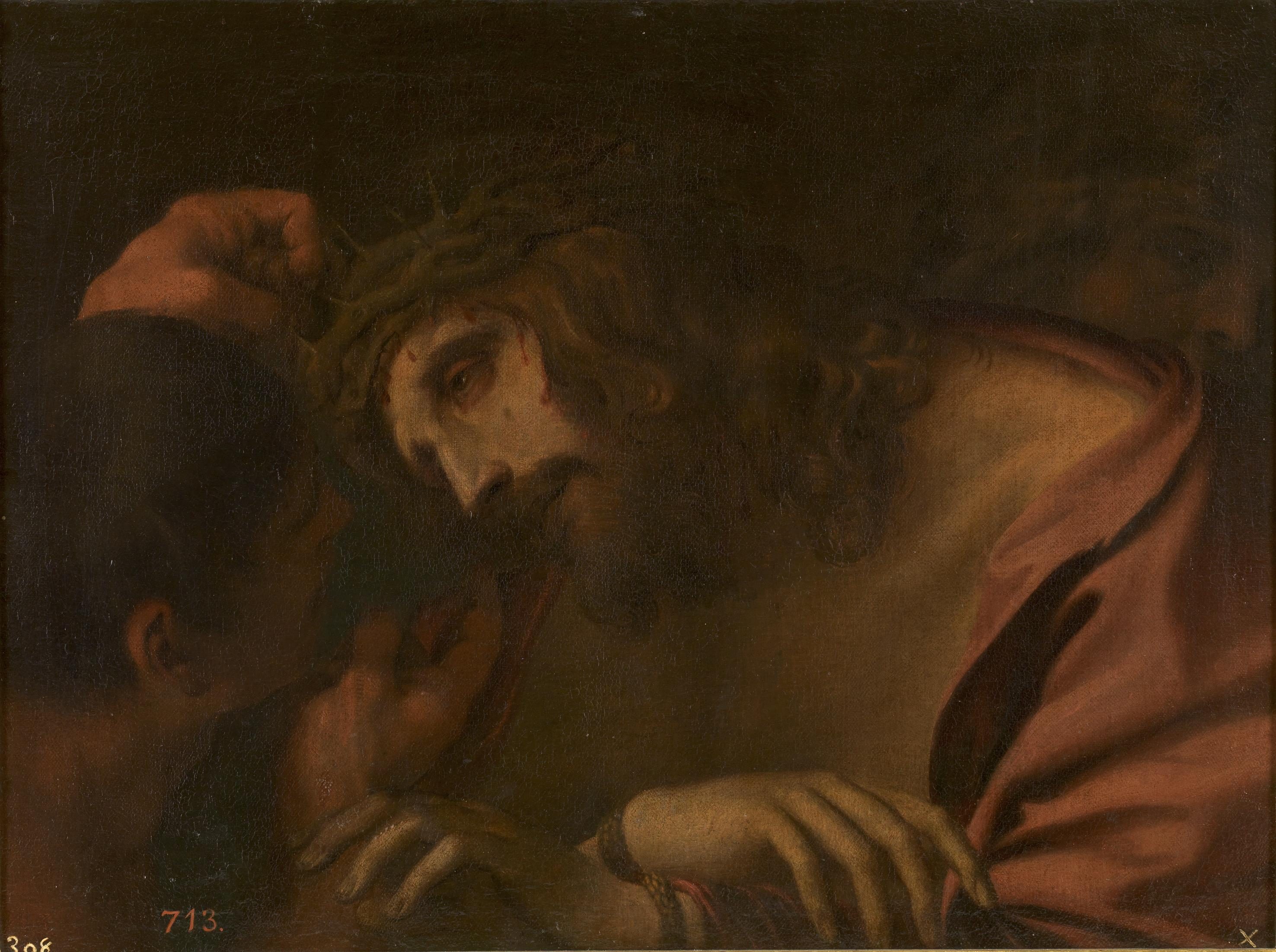
アンドレア・サッキによる複製、プラド美術館、マドリード